# Freixianda, Ribeira do Fárrio e Formigais
Freixianda, Ribeira do Fárrio e Formigais (oficialmente: União de Freguesias de Freixianda, Ribeira do Fárrio e Formigais) é uma freguesia portuguesa do município de Ourém, com 64,23 km² de área e 3226 habitantes (censo de 2021). A sua densidade populacional é 50,2 hab./km².

## História
Foi criada aquando da reorganização administrativa de 2012/2013,  resultando da agregação das antigas freguesias de Freixianda, Ribeira do Fárrio e Formigais.

## Demografia
A população registada nos censos foi:
| Distribuição da População por Grupos Etários | Distribuição da População por Grupos Etários | Distribuição da População por Grupos Etários | Distribuição da População por Grupos Etários | Distribuição da População por Grupos Etários | Distribuição da População por Grupos Etários |
| -------------------------------------------- | -------------------------------------------- | -------------------------------------------- | -------------------------------------------- | -------------------------------------------- | -------------------------------------------- |
| Antes da agregação                           |                                              |                                              |                                              |                                              |                                              |
| Ano                                          | 0-14 anos                                    | 15-24 anos                                   | 25-64 anos                                   | >= 65 anos                                   | Total                                        |
| 2001                                         | 648                                          | 567                                          | 1931                                         | 990                                          | 4136                                         |
| 2011                                         | 473                                          | 432                                          | 1733                                         | 1047                                         | 3685                                         |
| Após a agregação                             |                                              |                                              |                                              |                                              |                                              |
| Ano                                          | 0-14 anos                                    | 15-24 anos                                   | 25-64 anos                                   | >= 65 anos                                   | Total                                        |
| 2021                                         | 347                                          | 311                                          | 1503                                         | 1065                                         | 3226                                         |